# Az üres gyász
Az üres gyász (eredeti címén The Empty Hearse) a Sherlock című televíziós sorozat hetedik epizódja, a harmadik évad első epizódja, amelyet 2014. január 1-jén mutattak be a BBC-n. Az epizódban fény derül arra, hogyan élte túl Sherlock a látszólagos öngyilkosságát, és miután újra egy csapatot alkotnak Watsonnal, felgöngyölítenek egy bűnügyet, amit Guy Fawkes éjszakáján készülnek végrehajtani. A sztori sokat merít Sir Arthur Conan Doyle "Az üres ház" című történetéből (ismeretes még "A lakatlan ház" címmel is magyarul).

## Cselekmény
Két év telt el azóta, hogy Sherlock Holmes megrendezte a saját halálát. Ez alatt az idő alatt sikeresen tisztázták őt minden vád alól, miután bebizonyosodtak Moriarty mesterkedései. Épp ezért Mycroft elutazik Szerbiába, hogy ott csapdába esett öccsét hazahozza, és a haza szolgálatába állítsa újfent. Állítása szerint ugyanis egy csapat terrorista támadásra készül London ellen, de a helyszín és az időpont még kérdéses. Eközben Phillip Anderson elindítja az Üres Gyász-kört, amelyet a megrendezett öngyilkosság felgöngyölítésének céljából alapított. Teóriája a következő: a tetőről úgy ugrott le Sherlock, hogy egy gumikötélhez volt rögzítve, így a becsapódás előtt visszapattant, és beesett a kórház egyik ablakán. Moriarty holttestére az ő arcát mintázó maszkot húzták rá az emberei, mindeközben pedig, hogy időt nyerjenek, egy ember hipnotizálta Johnt. Erről az elméletről mindenki úgy véli, hogy ostobaság, és Lestrade szerint egyébként is bűntudata van, amiért a halálba hajszolták őt.
John közben továbblépett, és már barátnője is van, Mary Morstan személyében, akinek meg akarja kérni a kezét vacsora közben. Sherlock ezt a pillanatot választja, hogy újra megjelenik barátja előtt, magát francia pincérnek álcázva, de Watson elsőre nem ismeri őt fel. Amikor pedig leleplezi magát, John dühében háromszor is leüti őt három különböző étteremben, miközben magyarázatot próbál adni a dolgokra. Mivel Sherlock láthatóan nem képes megérteni, mennyire mély nyomot hagyott Johnban az, hogy szó nélkül eltűnt két évre, ezért John nem hajlandó vele együtt dolgozni a továbbiakban. Sherlock így, miután visszaköltözött a Baker Street alá, Mollyval kezd el együtt dolgozni. Egy, a rendőrség által megoldatlan bűnügyet göngyölítenek fel: egy pincehelyiségben asztalnál ülő csontváz és a mellette lévő, Hasfelmetsző Jackről szóló könyv esetét, amelyről kiderül, hogy egy nagyon gyatra trükk - melyet Anderson csinált, hogy előcsalogassa Sherlockot. Aznap Mary kap egy rejtjelzett SMS-t, melyben közlik vele, hogy elrabolták Johnt, és hogy meghal, ha nem mentik meg idejében. Sherlock segítségével még idejében odaérnek egy november 5-i örömtűz helyszínére, ahol a feltételezett tettesek máglyán akarták elégetni Johnt. A tettesek kiléte ismeretlen marad.
Sherlockot megkeresi egy fickó, aki a metrónál dolgozik, és egy különös dolgot látott a biztonsági kamerák felvételén: egy fickó beszáll egy metrókocsiba, de a következő állomáson az egész szerelvényen nincs senki. Hamar kiderül, hogy az illető a Lordok Házának egyik képviselője, Lord Moran, akiről titkosszolgálati berkekben közismert, hogy észak-koreai kapcsolatai vannak. Sherlock rájön, hogy nem a fickó tűnt el, hanem az egész szerelvény, méghozzá úgy, hogy a metró egy használaton kívüli alagútjába irányították azt. A célja az, hogy a bombává épített jármű felrobbantásával végül az egész parlamentet a levegőbe röpítse. Sherlock és John kétségbeesetten győzködik a másikat, hogy nem tudják hatástalanítani a bomba visszaszámlálóját. Sherlock azonban megtalálja a kapcsolót és hatástalanítja a szerkezetet, de előbb még hagyja, hogy John a biztos halál tudatában bevallja neki, hogy mennyire hiányzott neki.
Azt is láthatjuk ezután, hogy Sherlock elmeséli Andersonnak, hogyan is rendezte meg a saját halálát. Már az is a terv része volt, hogy Mycroft információkat adott át Moriartynak Sherlockról, azt akarták ugyanis, hogy a bűnöző mesterelme túl magabiztos legyen a saját előnye miatt. Miután el is hitte, hogy ő nyert, Sherlock 13 lehetséges megoldást is kiterveltek az öngyilkosság eshetőségére. Ahol John állt, onnan nem láthatta a zuhanást teljes egészében, így a hajléktalan csapatának a tagjai (akik lezárták előzetesen az egész utcát, így csak ők voltak jelen) fel tudták fogni az esését egy felfújható matraccal. A biciklis, aki elütötte Johnt, szintén egy ilyen beépített ember volt. Hogy biztosan legyen becsapódó test, Sherlock egy hasonmásának holttestét dobta ki Molly az ablakon, majd miután John a helyszínre ért, Sherlock már a földön feküdt, ahol felfestették rá a vérnyomokat. A pulzusát egy squashlabda segítségével állította le ideiglenesen. Anderson kételkedik ebben a magyarázatban, hiszen az egész terv kétséges volt, lévén ha John egy kicsivel arrébb áll meg, akkor minden kiderül, ráadásul ő lenne az utolsó ember, akinek Sherlock ezt az egészet elmondaná. Bővebb magyarázatot azonban már nem kap.
Morant elkapja ugyan a rendőrség, de az, hogy ki rabolta el Watsont és miért, nem derül ki. A legutolsó jelenetben egy furcsa szemüveges férfi néz kamerafelvételeket arról, hogyan menti meg Sherlock és Mary Johnt.

## Érdekességek
- A Mary Morstant játszó színésznő, Amanda Abbington, a való életben is Martin Freeman házastársa.[1]
- Az eredeti történetben ("Az üres ház") Sebastian Moran ezredes volt Sherlock ellenfele, a tettes politikust ezért hívják itt Lord Morannek. Abban a sztoriban Sherlock nem pincérnek, hanem könyvárusnak álcázta magát, az általa Johnnak eladni kívánt könyvek címei pedig nagyon hasonlóak azoknak a DVD-filmeknek a címeihez, amelyeket a szakállas öregúr árul Johnnak a rendelőjében.
- Az egyik híradóban az éppen futó szalagcímek közt látható, hogy Charles Augustus Magnussent parlamenti vizsgálóbizottság elé idézték. Ezt később, "Az utolsó alakítás" című epizódban láthatjuk.
- Sherlock és Mycroft szülei is felbukkannak egy pillanatra, akiket Wanda Ventham és Timothy Carlton játszanak. Ők a valódi életben a Sherlockot játszó Benedict Cumberbarch színész szülei.[2]